# Santa María (Panama)
Santa María è un comune (corregimiento) della Repubblica di Panama situato nel distretto di Santa María, provincia di Herrera, di cui è capoluogo. Si estende su una superficie di 23,9 km² e conta una popolazione di 1.682 abitanti (censimento 2010).